# Egon Schiele
Egon Schiele (født 12. juni 1890 i Tulln i Østrig, død 31. oktober 1918 i Wien) var den østrigske maler, som regnes blandt de største figurative malere tidligt i 1900-tallet. Blandt hans værker findes intense selvportrætter. Hans figurer er sædvanligvis vinde og skæve og gør ham til repræsentant for ekspressionismen. Hans intense, korte liv og malestil gjorde ham til et ikon blandt tidens bohemer.

## Baggrund
Schiele blev født i Tulln an der Donau, en lille by omtrent 40 km nordvest for Wien, hvor faren var stationsforstander. Byen spillede en vigtig rolle i Østrig-Ungarn som trafikknudepunkt til og fra Bøhmen, og jernbanen blev anset for fremtidens kommunikationsmiddel og var et symbol på industrialiseringen. Opvæksten var præget af farens tiltagende galskab og tidlige død; han døde af syfilis da Schiele var 15 år. Det kan have sat det alvorlige og lidt dystre præg i både Schieles strøg og farver fra ca. 1909 til 1915.
Faren Adolf mistede stillingen ved jernbanen allerede i 1902 på grund af "mentale forstyrrelser", og familien boede i Krems an der Donau fra 1901 og flyttede i 1904 til Klosterneuburg midt mellem Wien og Tulln. Her gik han på en skole drevet af Stift Klosterneuburg, hvor hans tegnelærer Ludwig Strauch støttede og opmuntrede Schieles kunstneriske talent. Fra Klosterneuburg foreligger en række skitser af byens arkitektur og prospekter af byen som akvareller. Måden han håndterede denne teknik på, viste hans talent.
Moren, Marie Soukoup, kom fra Krumau i Bøhmen i Østrig-Ungarn og tilhørte en velstående jernbanefamilie. Schieles fadder og onkel, Leopold Czihaczek, var en velstående jernbaneingeniør, og blev Schieles formynder efter farens død. Czihaczek var kunstelsker, men blev alligevel skuffet over drengens manglende interesse for videre skolegang. Men han viste forståelse for Schieles ønske om at forfølge sit kunstnertalent, som var tydeligt i en meget ung alder. Allerede i syvårsalderen kunne han sidde hele dagen og lave præcise tegninger af tog på den travle jernbanestationen, hvor han boede. Schiele viste en sikker forståelse for, hvordan skyggelægning skabte rumfølelse. Czihaczek understøttede Schiele under hele hans kunstuddannelse og i den første tid, mens han etablerede sig som kunstner.

## Uddannelse
Schiele begyndte i 1906 på kunsthåndværkskole i Wien, men allerede samme år bestod han optagelsesprøven til det prestigefyldte kunstakademi i Wien (Akademie der Bildenden Künste Wien) og begyndte da han var 16 år gammel. Han studerede tegning og maling, men reagerede mod skolens meget konservative pædagogiske tænkning, som ikke havde forandret sig de sidste 200 år. Der blev lagt vægt på teknisk perfektion og dygtighed og blev givet meget lidt plads til individualitet og originalitet. I den klassiske kunstteori blev der lagt vægt på studier af anatomisk tegning og nøgenstudier. (Skolens dokumenter viser, at Adolf Hitler blev afvist i 1907. Det har ført til den misforståelse, at Hitler og Schiele kendte hinanden.)
Da han var godt begyndt på akademiet, fik han kontakt med Gustav Klimt, som var en veletableret kunstner og den ledende repræsentant for art nouveau i Wien. Klimt var mentor og mæcen for flere lovende unge kunstnere. Han var interesseret i det nye talent, byttede tegninger med ham, skaffede ham modeller og introducerede ham for potentielle kunder. Han kom også med på Wiener Werkstätte som var et kunst- og brugskunst-arbejdsfællesskab knyttet til Wiener Secession, da impressionisterne ikke fik lov til at udstille i de officielle gallerier. Schiele havde gennem Wiener Werkstätte nogle indtægter ved design af postkort og herretøj. Særligt postkortene er stærkt influeret af Klimt og viser den indflydelse, han havde på Schiele i den periode.
Det virkede ikke som om at tiden ved kunstakademiet havde bidraget til Schieles udvikling, og han stoppede allerede i 1909, hvor eleverne kopierede antikkens skulpturer og kunstværker. Han sluttede, før han fik undervisning i traditionelle teknikker og fortsatte sine studier på egen hånd og eksperimenterede med forskellige teknikker. Han malede på den tid i klare, lyse farver og arbejdede som impressionisterne ude i naturen og eksperimenterede videre med deres teknikker, noget han ikke ville have kunnet ved akademiet.

## Debut og tidlig udvikling
Klimt inviterede i 1909 Schiele til at udstille fire malerier på Wiener Kunstschau, hvor han kom i godt selskab, da der også var billeder af Edvard Munch, Jan Toorop, Henri Matisse, Pierre Bonnard, Oskar Kokoschka, Paul Gauguin og Vincent van Gogh.
Frigørelsen fra akademidisciplinen viste sig for Schieles vedkommende i, at de menneskelige former blev vredet, og at mange af værkerne udforskede det erotiske. Det var ikke i overensstemmelse med tidsånden, men blev udforsket af den samtidige wienerlæge Sigmund Freud på hans måde. Schiele var meget fascineret af det nøgne legeme og menneskets seksualitet.
I 1909 standsede han på akademiet og dannede hurtigt sin egen Neukunstgruppe (nykunstgruppe) sammen med andre studenter, som syntes den klassiske disciplin på akademiet var for stram.
Onklen, som havde understøttet Schiele økonomisk, var ikke særlig begejstret for hans kunstneriske udvikling og standsede
sin støtte i 1910. Det indebar, at Schliele måtte leve af sin kunst.

## Schieles streg og farvevalg
På samme tid frigjorde Schiele sig også fra Klimts kunstneriske indflydelse, selv om de bevarede venskabet. Schiele udviklede i denne periode en tydeligere individuel stil med kantede streger. Han distancerede sig yderligere fra art nouveau-stilens forfinede erotiske beskrivelser til erotik som en mere impulsstyret menneskelig handling.
Schiele havde et tynd og præcis streg, som i tegningerne af menneskekroppen gav den en hård, skarp linje; også de runde, store dele blev kantede, noget som gav et afmagret indtryk. Kroppene er hovedsageligt tegnet i omrids bortset fra ansigterne, som har en portrætmæssig individualitet. De kropsdele, som er forbundet med seksualitet, er tydeligere tegnet. Han kunne farvelægge dele af tegningerne, men farven overlappede ikke stregerne. Han lader ofte være med at fuldføre stregen og udelader områder som betragteren selv må udfylde.
I selvportrættet Siddende mandsakt fra 1910 er kroppen forlænget og er uden fødder. Den afmagrede krop lader muskulaturen træde unaturligt tydeligt frem. Den udtørrede krop får imidlertid en indre glød ved at øjne, brystvorter, navle og kønsorgan er farvet røde.
For Schiele er det stregen som angiver omridset, ikke farven. Særlig i 1910-1915 brugte han dystre, mørke farver; især brunt, sort og grønt med enkelte små områder med lysere farver. Men i krigsårene blev farver lysere, og han fortsatte eksperimenter med forskellige virkninger af farven.

## Schieles motiver
Schiele har et ganske bredt motivvalg, både naturlandskaber, bybilleder, træer, blomster og ikke mindst mennesker.
Hans landskabsbilleder kan inddeles i i to faser:
I perioden efter at han stoppede ved kunstakademiet i 1909 og under hans eksperimenter under påvirkning af impressionismen, malede han en række landskabsbilleder, og han prøvede som den, at fange det skiftende lys og farverne i landskabet.
I de senere landskabsbilleder, særligt efter 1916, hvor han behandlede landskabet tredimensionelt, er det forfald og død, som formidles både gennem farve og streg. Det relaterer til menneskets og individets forgængelighed. Han viste ikke en uberørt natur, men en natur præget af mennesker. Årstiderne er som oftest efterår og vinter, og han viser nøgne grene og visnende blomster: død og forfald.
Død og forfald præger også Død By-serien med bymotiver fra Krumau og Neulengbach (se nedenfor).
Schiele malede også en række religiøs-symbolske og allegoriske figurative billeder særligt 1911-1915, og han lagde meget energi i disse beskrivelser af ofte historiske motiver. Selv om motiverne er traditionelle, som Opstandelse, Eremitter i bøn, Gravid kvinde og døden, er udtryksmidlerne nye og særprægede. De to eremitter har for øvrigt Schieles og Klimts ansigter.
Hans billeder af mennesker inkluderer både erotik og portrætter, herunder en række selvportrætter, børneportrætter, nøgenstudier – også selvportrætter.
Hans skildringer af unge piger er et meget hyppigt motiv. Pigerne er i tidlig pubertet og som oftest gengivet nøgne eller delvis påklædt. På nogle billeder er pigerne også seksuelt aktive. På en tegning er der en ung pige, som masturberer. Det, som adskiller disse billeder fra pornografi, er fremstillingen af personen og mennesket i modellen, de magre, usunde kroppe, de forvirrede øjne, som stirrer lige på beskueren, og de voksnes seksualiserede verden, samt en usikkerhed på kunstnerens egen identitet.
Erotik er et centralt motiv hos Schiele; han bevæger sig langt udenfor den sædvanlige form for nøgenstudier. Han ønskede at bryde seksuelle tabuer og beskriver seksuel aktivitet meget direkte. I en tid hvor masturbation blev anset som skadelig, er hans afbildning af den meget provokerende, ikke mindst i selvportrætterne.
Schiele kan have haft økonomiske interesser i at lave denne type direkte erotisk kunst, da der var et marked for den i habsburgernes Wien, hvor offentlig udstilling af erotisk kunst var forbudt; disse billeder ville blive opfattet som obskøne og støde den offentlige moral. Schiele gik langt ud over, hvad hans samtid accepterede som erotiske skildringer. Hans udvikling som erotisk kunstner løb parallelt med teorier om forbuden seksualitet hos hans bysbarn Sigmund Freud, som angav samtidens syn på erotik som hovedårsagen til mange af de sindstilstande, han behandlede.

## Neukunstgruppe
Som en konkurrent til Klimts Kunstschau arrangerede Schiele med de andre kunstnere i Neukunstgruppe en udstilling i Salon Pisko i Wien. Den blev en stor publikumssucces og gjorde det lettere for kunstnerne at sælge deres værker. Udstillingen var ikke uventet meget kontroversiel. I 1912 arrangerede kunsthandler Hans Golz en udstilling i München med Schiele. Den blev gentaget i 1915, men Schiele stillede så strenge krav, at hans fortjenesten blev meget lille.
Den sikreste måde at overleve økonomisk som kunstner i Wien var at male portrætter af rige kunder. Schiele arbejdede hårdt for at få opgaver og at tiltrække sig opmærksomhed fra de potentielle kunder. Både portrætterne af kollegerne Hans Massmann og Anton Peschka, denne giftede sig senere med Schieles søster Gertude, er udtryksfulde og nok beregnet til at være "reklame" for nye kunder, men han havde stort set kun held til at få opgaver fra en lille kreds af beundrere.
Billederne af Massmann og Peschka ligner hinanden i kompositionen: en ganske tom, abstrakt baggrund, lænestolen som den portrætterede sidder i er dekorativ, men vinklen og selve portrættet er udformet noget forskelligt. Hovederne er gengivet ganske præcist, og de portrætteredes hænder får en fremtrædende plads. I denne periode fuldførte han 11 portrætter. De har fortsat et jugend -art nouveau-præg, men Schiele gav dem et eget udtryk gennem hændernes og kroppenes stillinger. Den tomme baggrund, den særegne kropsstilling og hændernes fremtrædende rolle kommer tydeligt frem i portrættet af vennen Arthur Rössler.

## Krumau og Neulengbach
Meget lidt er kendt om Schieles forhold til kvinder på denne tid, bortset fra at han havde et nært og godt forhold til sine søstre. Både Melanie (1886-1974) og særlig Gertrude (kaldet "Gerti") (1894-1981) sad model for ham, fra de var ganske unge. Det siger noget om det åbne forhold i familien, at Gerti kunne sidde nøgenmodel for broren gennem hele puberteten og helt frem til hans død.
Det er kendt, at Schiele i 1911 var sammen med den 17-årige Valerie Neuzil (kaldet "Wally"), som havde siddet model for ham i Wien til nogle af hans mest kendte billeder. De flyttede til Krumau, Schieles mors fødeby. Der fik de megen negativ opmærksomhed fra lokalbefolkningen, fordi de boede sammen uden at være gift. For Schiele var flytningen til den gamle middelalderby en flugt fra storbyen, og han blev meget inspireret af de snævre gader og de gamle bygninger i Krumau. Han fandt ingen glæde i moderne "stenørkener".
Han tegnede en række bybilleder fra Krumau, og det var en meget produktiv periode. Han tegnede fragmenter af huse og kvarterer. Det at lave fuldstændige gengivelser anså han for meningsløst. Billederne viser derfor folketomme byer, og billederne blev en del af Død by-serien. Her virker det som om alt livet er kvalt af de sammenpressede huse og de smalle gader. Titlen Død By var inspireret af den franske digter Arthur Rimbaud. Schiele blev inspireret til at skrive digte.
Men lokalbefolkningens misbilligelse af det ugifte par og ikke mindst fordi han engagerede nogen af byens unge piger som modeller, førte til at det måtte flytte. Parret drog til Neulengbach ca. 35 km vest for Wien, hvor han også fandt inspirerende omgivelser og ikke mindst billigere ophold. Men akkurat som i Wien og i Krumau blev atelieret opholdssted for byens ungdom, og ikke dem som blev anset for at være de mest velopdragne.
Også her så byens befolkning med stor skepsis på det ugifte par, og i april 1912 blev han arresteret for seksuel forulempelse af en mindreårig. Han var tidligere af venner blevet advaret mod at lade børn og unge gå ind og ud af atelieret uden forældrenes tilladelse, men han havde ikke taget sig af det. Baggrunden for anklagen var en erotisk tegning, som hang i atelieret synlig for alle og enhver. Det var på denne tid ikke lovligt at vise erotiske motiver offentligt.
Var Schiele blevet dømt for seksuelt misbrug af mindreårige havde han risikeret 5-20 års fængsel, men han slap med en advarsel og tre dages fængsel, som blev anset for afsonet i de 21 dage, han sad i varetægt. Her lavede han 13 akvareller med motiver fra fængslet, som illustrerede den frygt han havde i sig, da han sad inde.
For Schiele, som netop også havde oplevet modstanden fra befolkningen i Krumau, bekræftede arrestationen og processen mod ham oplevelsen af at være omgivet af et fjendtligt og afstumpet samfund, hvor han fremstod som et offer og en fordømt outsider. Disse oplevelser gjorde, at han identificerede sig stadigt mere med Vincent van Gogh, og han studerede hans arbejder indgående.
Det kommer blandt andet frem i Schieles billede af sit værelse, inspireret af van Gogh. Her er klare forskelle: møbleringen er enklere, men mere elegant, et andet farvevalg, en anden perspektivvirkning og flader, hvor gulvet er ensfarvet og hjørnerne bare antydet. Samlet giver Schieles billede indtryk af et mere indeklemt og isoleret rum.

## Ægteskab
Da han kom tilbage til Wien i efteråret 1912, lejede han et loftsatelier i forstaden Hietzing, i Hietzinger Hauptstrasse 101. Schiele havde et meget godt år i 1913. Han foretog flere ture til Krumau og havde udstillinger i Wien, Budapest, München, Hagen, Hamburg, Breslau, Stuttgart, Dresden og Berlin. Han deltog på en international udstilling, og derved blev hans billeder vist i Rom, Köln, München og Paris. Men udbruddet af første verdenskrig i august 1914 satte en stopper for en videre lancering af ham internationalt.
Som genboer til atelieret boede søstrene Edith og Adéle Harms med deres familie. Den var en solid middelklassefamilie, hvor faren var låsesmed og havde arbejdet på en lokomotivfabrik, til han blev pensioneret i 1914. Samme år gjorde Schiele familiens bekendtskab og året efter bestemte han sig til at droppe Wally og gifte sig med den socialt acceptable Edith. I februar skrev han til Arthur Rössler: "Jeg har tænkt mig at gifte mig, men fordelagtigt – ikke med Wally".
Edith havde gået på klosterskole og lært engelsk og fransk. Hun forlangte at Schiele skulle bryde fuldstændigt med Wally, hvilket han gjorde. Wally tog det meget tungt, da hun havde fulgt ham i tykt og tyndt.
Ediths familie protesterede mod brylluppet, men 17. juni 1915 giftede de sig på Schieles forældres bryllupsdag. Brylluppet blev fremskyndet, da Schiele blev erklæret kampdygtig i slutningen af maj og indkaldt som soldat til krigen allerede tre dage efter.

## Første verdenskrig
Første verdenskrig kom til at præge både Schieles liv og arbejde. Han blev stationeret i en afsides lejr ved Mühling mellem Györ og Bratislava og blev anerkendt af sine overordnede for sit kunstneriske talent. Han blev aldrig sendt i kamp, men udførte en række billeder fra hverdagslivet de forskellige steder han gjorde tjeneste. Særlig var han fascineret af russiske krigsfanger som han fik anledning til at tegne.
Hans kunstsyn havde ændret sig her, den tidligere intensitet forsvandt, og han gengav krigsfangerne mere naturalistisk med sympati og respekt.
Tidligt i 1917 blev han efter ansøgning overført til Wien til tjeneste ved det kejserlige forsyningsdepot. Schiele fik her mulighed for at fortsætte sin kunstneriske virksomhed i større grad og arrangerede udstillinger. I april 1918 blev han overført til forsvarsmuseet i Wien og fik her endnu større tjenstlig frihed. Han deltog på den 49. Wiener Secession i 1918 og udstillede her hele halvtreds arbejder, der alle hang i hovedsalen. Udstillingen var en stor succes, priserne på Schieles arbejder steg, og han fik en række portrætopgaver.
Efteråret 1918 rasede Den Spanske Syge, og lige før krigen sluttede blev Edith, der var i sjette måned, syg og døde 28. oktober. Tre dage senere døde Schiele af samme sygdom, kun 28 år gammel. I de tre dage tegnede han nogle skitser af Edith, og de blev hans sidste arbejder.

## Arven efter Schiele
En kort overgang efter Klimts død i februar 1918 var Schiele den mest betydningsfulde kunstner i Østrig. Hans udstilling i Wien i 1918 var en stor succes, og han solgte en række af billederne. Men i eftertiden kunne det virke som om han døde alt for ung til at kunne præge eftertiden. Alligevel var der stor interesse for hans billeder både i Østrig og Tyskland, i hvert fald frem til den nationalsocialistiske magtovertagelse i 1933 i Tyskland og Anschluss af Østrig i 1938. Det nazistiske kunstsyn stemplede Schiele som dekadent.
Men interessen for hans kunst varede ved, og den første udstilling af hans værker i USA fandt sted i 1945 i Galerie St. Etienne i New York. Den vakte imidlertid kun ringe opmærksomhed i den tid, der var optaget af abstrakt kunst.
I 1954 blev en større samling som også rummede hans arkiver åbnet i Albertina i Wien. Der er desuden Schiele-museer i både Tulln og Krumau. Museet i hjembyen Tulln er i byens tidligere fængsel, som et apropos til Schieles eget fængselsophold i Neulengbach. Museet i Krumau er stærkt i kontrast til, hvor uønsket han var i byen i sine levedage.
Særlig skabelsen af Popkunst, som kom som en reaktion mod 1940- og 1950-ernes abstrakt ekspressionisme, skabte fornyet interesse for Schiele og hans samtidige. Først nu var tiden moden til en bredere anerkendelse af hans arbejder. Det skete imidlertid ikke før den engelsksprogede verden fattede interesse for ham. Tidligt i 1960'erne vakte tre udstillinger i USA og en i London stor opmærksomhed, og der opstod meget stor efterspørgsel af hans arbejder.
Denne interesse har holdt sig. Hans arbejder er imidlertid i varierende forfatning efter opbevaring under forhold, som i mange tilfælde ikke har været de bedste.
Schiele efterlod sig omkring 300 malerier, 17 ætsninger og litografier, to træsnit, en række skulpturer og mellem 200 og 300 tegninger, akvareller og gouacher.

## Galleri
| - Selvportræt af Egon Schiele fra 1910 - Selvportræt, 1912 - Die kleine Stadt II (Krumau) 1912 - 1913 - Sitzende Frau mit blauem Haarband (siddende kvinde med blåt hårbånd) 1914 - Finestre (vinduer) 1914 |
| - Sitzender weiblicher Akt (siddende kvindeakt) 1914 - Liegender weiblicher Akt (liggende kvindeakt) 1917 - Sitzendes Kind (siddende barn) 1918 - Portræt af Albert Paris Gütersloh (de) 1918               |